# Gentiana rubricaulis
Gentiana rubricaulis là một loài thực vật có hoa trong họ Long đởm. Loài này được Schwein. mô tả khoa học đầu tiên năm 1824.